# Leonardo Flores (futbolista venezolano)
Leonardo Flores (El Nula, Apure, Venezuela; 5 de agosto de 1995) es un futbolista venezolano que juega como centrocampista en el Atlético Bucaramanga de la Primera División de Colombia.

## Trayectoria
Debutó en 2014 con el Caracas FC, luego de pasar un tiempo en sus divisiones menores, decidieron hacerle formalmente su contrato hasta 2017. Debido a sus buenas prestaciones tanto en la liga local como en torneos internacionales su contrato es prolongado hasta 2021. Con el equipo Avileño disputó 158 partidos, anotó un gol y fue campeón en dos oportunidades.
Para 2022 recala en el Patriotas Boyacá de la Primera División de Colombia.

## Clubes
| Club                 | País      | Año           |
| -------------------- | --------- | ------------- |
| Caracas F.C.         | Venezuela | 2014 - 2021   |
| Patriotas Boyacá     | Colombia  | 2022          |
| Caracas F.C.         | Venezuela | 2023          |
| Atlético Bucaramanga | Colombia  | 2024-presente |

## Estadísticas
| Caracas F. C. · Venezuela                                                                                             | 1.ª        | 2013-14    | 1   | 0 | — | — | —  | — | 1   | 0 |
| Caracas F. C. · Venezuela                                                                                             | 1.ª        | 2014-15    | 9   | 0 | — | — | —  | — | 9   | 0 |
| Caracas F. C. · Venezuela                                                                                             | 1.ª        | 2015       | 3   | 0 | — | — | —  | — | 3   | 0 |
| Caracas F. C. · Venezuela                                                                                             | 1.ª        | 2016       | 10  | 0 | 1 | 0 | 1  | 0 | 12  | 0 |
| Caracas F. C. · Venezuela                                                                                             | 1.ª        | 2017       | 0   | 0 | — | — | —  | — | 0   | 0 |
| Caracas F. C. · Venezuela                                                                                             | 1.ª        | 2018       | 25  | 0 | 1 | 0 | 0  | 0 | 26  | 0 |
| Caracas F. C. · Venezuela                                                                                             | 1.ª        | 2019       | 41  | 0 | 1 | 0 | 8  | 0 | 50  | 0 |
| Caracas F. C. · Venezuela                                                                                             | 1.ª        | 2020       | 16  | 0 | — | — | 7  | 0 | 23  | 0 |
| Caracas F. C. · Venezuela                                                                                             | 1.ª        | 2021       | 31  | 1 | — | — | 3  | 0 | 34  | 1 |
| Caracas F. C. · Venezuela                                                                                             | Total club | Total club | 136 | 1 | 3 | 0 | 19 | 0 | 158 | 1 |
| Patriotas Boyacá · Colombia                                                                                           | 1.ª        | 2022       | 23  | 0 | — | — | —  | — | 23  | 0 |
| Patriotas Boyacá · Colombia                                                                                           | Total club | Total club | 23  | 0 | 0 | 0 | 0  | 0 | 23  | 0 |
| (1) Incluye datos de la Copa Venezuela y Copa Colombia. (2) Incluye datos de la Copa Libertadores y Copa Sudamericana |            |            |     |   |   |   |    |   |     |   |

## Palmarés

### Torneo Nacionales
| Título           | Club                 | País      | Año  |
| ---------------- | -------------------- | --------- | ---- |
| Torneo Clausura  | Caracas F.C.         | Venezuela | 2019 |
| Primera División | Caracas F.C.         | Venezuela | 2019 |
| Torneo Apertura  | Atlético Bucaramanga | Colombia  | 2024 |